# Brezovka
Brezovka este o comună slovacă, aflată în districtul Bardejov din regiunea Prešov. Localitatea se află la altitudinea de 346 m deasupra n.m., se întinde pe o suprafață de 3,27 km2 și în 2017 număra 113 locuitori.

## Istoric
Localitatea Brezovka este atestată documentar din 1559.

## Demografie
| An:                | 1994 | 2004   | 2014   | 2024   |
| ------------------ | ---- | ------ | ------ | ------ |
| Număr de persoane: | 111  | 113    | 115    | 112    |
| Diferență:         |      | +1,80% | +1,76% | −2,60% |

| An:                | 2023 | 2024   |
| ------------------ | ---- | ------ |
| Număr de persoane: | 111  | 112    |
| Diferență:         |      | +0,90% |